# Tadeusz Zygmunt Jeziorowski

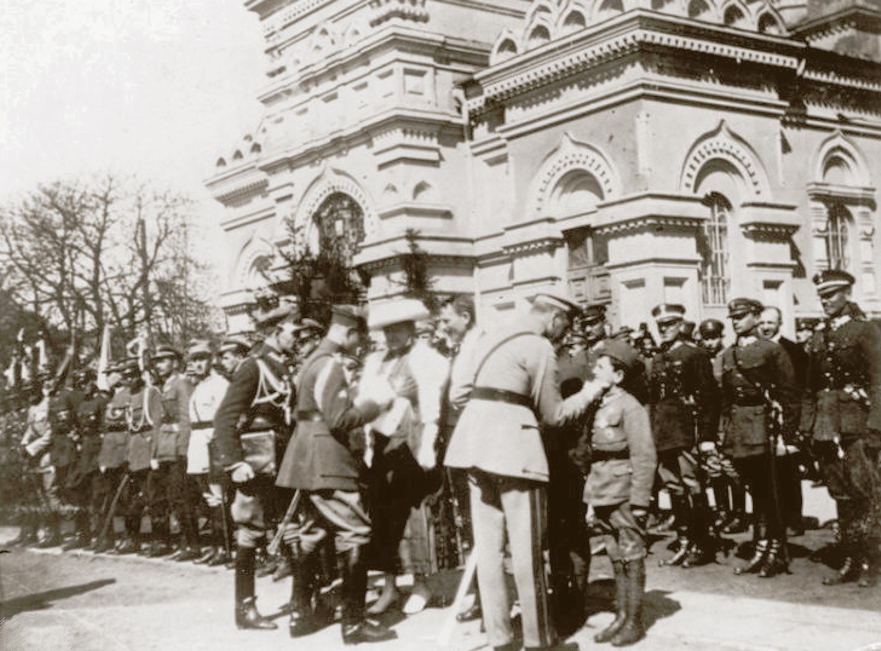
Józef Piłsudski odznacza Tadeusza Jeziorowskiego Krzyżem Walecznych. Płock, 10 kwietnia 1921

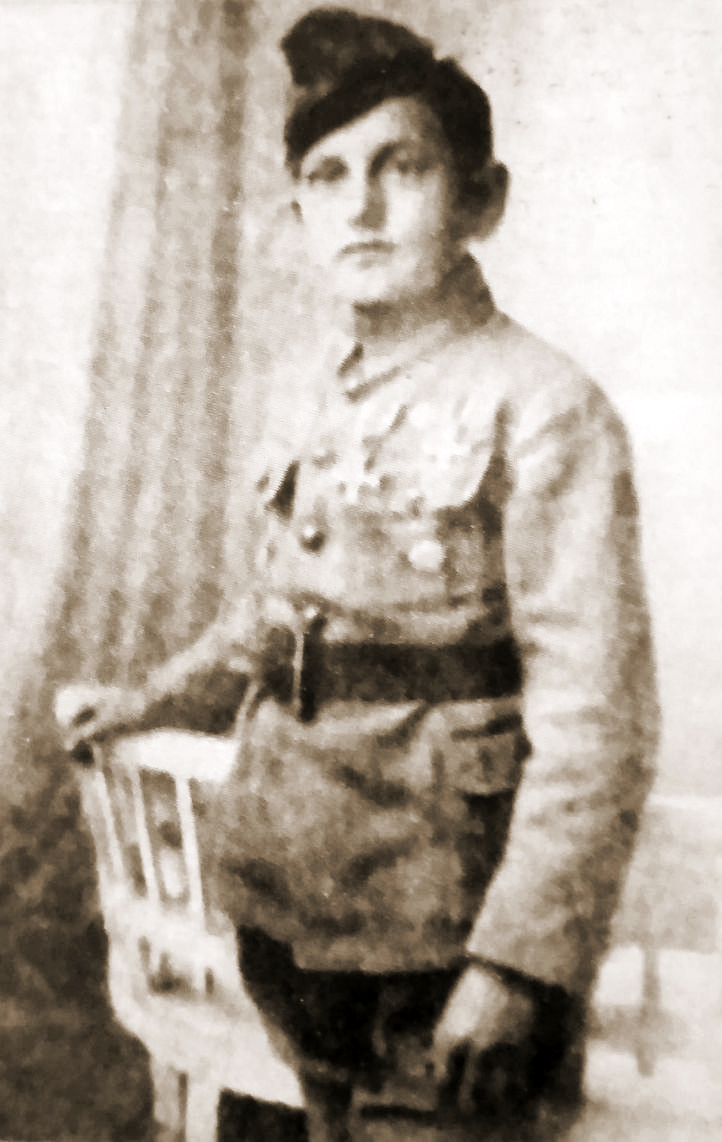
Tadeusz Jeziorowski 1921

Tadeusz Zygmunt Jeziorowski (ur. 15 listopada 1908 w Gostomi, zm. 4 września 1939 nad Widzewem) – harcerz, porucznik pilot Wojska Polskiego, w 1921 najmłodszy odznaczony Krzyżem Walecznych za męstwo i odwagę w obronie Płocka w wojnie polsko-bolszewickiej. Kawaler Krzyża Srebrnego Orderu Wojennego Virtuti Militari (pośmiertnie).

## Życiorys
Syn Romana i Jadwigi z Kołanowskich. W dniach 18–19 sierpnia 1920, w czasie wojny polsko-bolszewickiej, jako jedenastoletni uczeń Gimnazjum Małachowskiego wziął udział w obronie Płocka. Został przydzielony do punktu sanitarno-amunicyjnego, w ogniu walki dostarczał amunicję na barykady. W niedzielę 10 kwietnia 1921 w Płocku Józef Piłsudski odznaczył go Krzyżem Walecznych. Następnie kontynuował naukę w Korpusie Kadetów Nr 2 w Modlinie, a zakończył w Korpusie Kadetów Nr 1 we Lwowie. Tam w 1929 zdał maturę.

Uzasadnienie do Krzyża Walecznych wręczonego osobiście przez Józefa Piłsudskiego:
...kiedy wybito obronę barykady koło poczty a ranni żołnierze opuścili barykadę pozostawiając karabin maszynowy. Ochotnik Tadeusz Jeziorowski porwał i uniósł wymieniony karabin. Pędzony przez konnych bolszewików w ostatnim momencie ciałem swym go przykrył...

W latach 1929–1931 był słuchaczem Szkoły Podchorążych Lotnictwa w Dęblinie, którą ukończył z 38. lokatą. 15 sierpnia 1931 Prezydent RP mianował go podporucznikiem, a Minister Spraw Wojskowych przydzielił do 3 pułku lotniczego w Poznaniu. W 1934 roku ukończył kurs pilotażu, a następnie kurs wyższego pilotażu w Lotniczej Szkole Strzelania i Bombardowania w Grudziądzu uzyskując kwalifikacje pilota myśliwskiego. Na stopień porucznika awansowany ze starszeństwem z dniem 1 stycznia 1936 i 11. lokatą w korpusie oficerów aeronautycznych (od 1937 korpus oficerów lotnictwa, grupa liniowa).
15 września 1937 objął dowództwo 133 eskadry myśliwskiej, która w październiku została rozformowana. Został wówczas pierwszym dowódcą 161 eskadry myśliwskiej we Lwowie. 31 grudnia 1938 wyznaczony został na stanowisko oficera taktycznego III dywizjonu myśliwskiego w 6 pułku lotniczym. Na tym stanowisku walczył w kampanii wrześniowej.
Poległ 4 września 1939 roku w walce powietrznej nad lotniskiem polowym dywizjonu w Widzewie-Ksawerowie (zestrzelony podczas startu z lotniska). Pochowany został na cmentarzu Doły w Łodzi. Jego oraz jego braci imię nosi Szkoła Podstawowa nr 1 w Płocku.
W 2019 roku Instytut Pamięci Narodowej wydał komiks pt. „Waleczny Tadzio” upamiętniający postać Tadeusza Jeziorowskiego, w 2021 roku, w ramach serii „Bohaterowie Niepodległej”, ukazała się jego biografia.
31 marca 2022 roku Rada Miasta Płock jednogłośnie ustanowiła Tadeusza Jeziorowskiego (najmłodszy kawaler Krzyża Walecznych) patronem skweru znajdującego się na Osiedlu Międzytorze w płockiej dzielnicy Podolszyce.

## Ordery i odznaczenia
- Krzyż Srebrny Orderu Wojennego Virtuti Militari (pośmiertnie)
- Krzyż Walecznych – 10 kwietnia 1921 (najmłodszy odznaczony)[4]
- Medal Pamiątkowy za Wojnę 1918–1921 „Polska Swemu Obrońcy”
- Krzyż za Męstwo i Odwagę 206 pułku piechoty Armii Ochotniczej i Obrony Płocka[4]
- Odznaka Ofiarnych O.K.O.P.[4]